# Tanrong
Tanrong (kinesiska: 昙容镇, 昙容) är en köping i Kina. Den ligger i den autonoma regionen Guangxi, i den södra delen av landet, omkring 250 kilometer öster om regionhuvudstaden Nanning.
Genomsnittlig årsnederbörd är 2 303 millimeter. Den regnigaste månaden är maj, med i genomsnitt 367 mm nederbörd, och den torraste är oktober, med 40 mm nederbörd.